# Puisieulx
Puisieulx [pɥizjø] est une commune française, située dans le département de la Marne en région Grand Est.

## Géographie

### Description
La commune est desservie par le réseau de transports en commun de l'agglomération Grand Reims Mobilités grâce à la ligne de transport à la demande   TAD Sud-Est  qui la relie au centre commercial de Cormontreuil et aux arrêts Sabine, Chemin de Léonard et Opéra situés à Reims.

### Communes limitrophes
| Cernay-lès-Reims, Saint-Léonard, Reims | Nogent-l'Abbesse | Prunay  |
| Taissy                                 | Puisieulx        | Sillery |
| Ludes                                  | Mailly-Champagne |         |

### Hydrographie

#### Réseau hydrographique
La commune est dans la région hydrographique « la Seine du confluent de l'Oise (inclus) à l'embouchure » au sein du bassin Seine-Normandie. Elle est drainée par la Vesle, le canal de la Marne à l'Aisne et la noue de Rilly,.
La Vesle, d'une longueur de 139 km, prend sa source dans la commune de Somme-Vesle et se jette  dans l'Aisne à Ciry-Salsogne, après avoir traversé 52 communes. Les caractéristiques hydrologiques de la Vesle sont données par la station hydrologique située sur la commune. Le débit moyen mensuel est de 2,63 m3/s. Le débit moyen journalier maximum est de 13,9 m3/s, atteint lors de la crue du 12 février 1988. Le débit instantané maximal est quant à lui de 14,3 m3/s, atteint le 18 avril 2001.
Depuis 1866, le canal de l'Aisne à la Marne reliant Berry-au-Bac à Condé-sur-Marne permet à Reims d'avoir un accès à la Marne à partir des canaux de l'Aisne. Construit à partir du 9 mars 1842, ce canal à bief de partage possède une longueur de 58 km et a permis, lorsque cette voie maritime a été reliée en 1861 par le canal de la Marne au Rhin, de former une grande ligne de navigation qui permit de relier Strasbourg à Lille en passant par le Rhin. Il est mis au gabarit Freycinet entre 1878 et 1883,. 

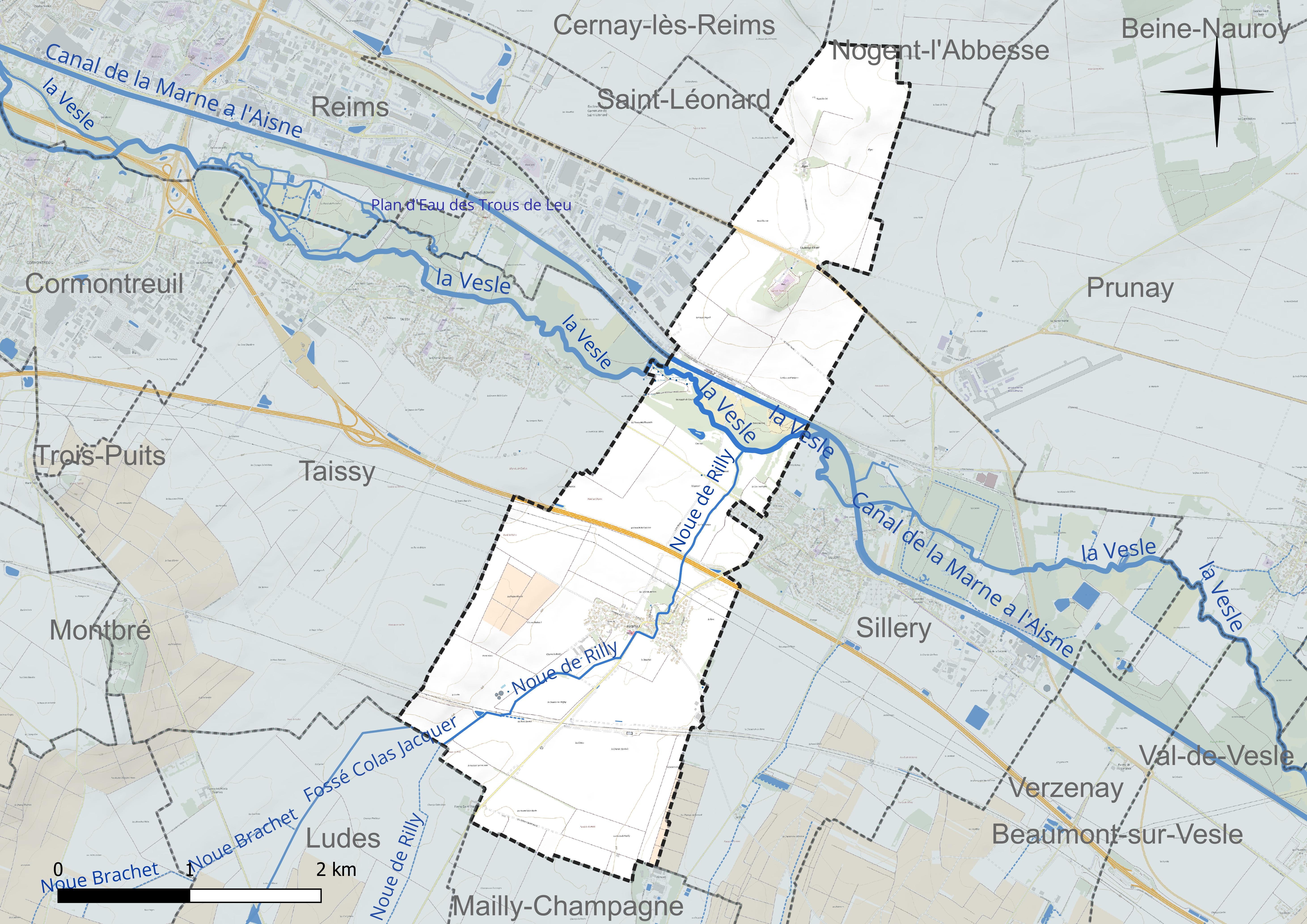
Réseau hydrographique de Puisieulx.

#### Gestion et qualité des eaux
Le territoire communal est couvert par le schéma d'aménagement et de gestion des eaux (SAGE) « Aisne Vesle Suippe ». Ce document de planification, dont le territoire s’étend sur 3 096 km2 répartis sur trois départements (Aisne, Marne et Ardennes) et deux régions (Champagne-Ardenne et Picardie), a été approuvé le 16 décembre 2013. La structure porteuse de l'élaboration et de la mise en œuvre est le Syndicat d’aménagement des bassins Aisne Vesle Suippe (SIABAVES). 
La qualité des cours d’eau peut être consultée sur un site dédié géré par les agences de l’eau et l’Agence française pour la biodiversité. 

### Climat
Pour des articles plus généraux, voir Climat du Grand Est et Climat de la Marne.
En 2010, le climat de la commune est de type climat océanique dégradé des plaines du Centre et du Nord, selon une étude du Centre national de la recherche scientifique s'appuyant sur une série de données couvrant la période 1971-2000. En 2020, Météo-France publie une typologie des climats de la France métropolitaine dans laquelle la commune est exposée à un climat océanique altéré et est dans la région climatique  Nord-est du bassin Parisien, caractérisée par un ensoleillement médiocre, une pluviométrie moyenne régulièrement répartie au cours de l’année et un hiver froid (3 °C). 
Pour la période 1971-2000, la température annuelle moyenne est de 10,4 °C, avec une amplitude thermique annuelle de 15,7 °C. Le cumul annuel moyen de précipitations est de 700 mm, avec 10,8 jours de précipitations en janvier et 8 jours en juillet. Pour la période 1991-2020, la température moyenne annuelle observée sur la station météorologique de Météo-France la plus proche, « Mailly-civc », sur la commune de Mailly-Champagne à 4 km à vol d'oiseau, est de 11,2 °C et le cumul annuel moyen de précipitations est de 755,5 mm. 
La température maximale relevée sur cette station est de 39,8 °C, atteinte le 25 juillet 2019 ; la température minimale est de −20 °C, atteinte le 16 janvier 1985,,. 
Les paramètres climatiques de la commune ont été estimés pour le milieu du siècle (2041-2070) selon différents scénarios d'émission de gaz à effet de serre à partir des nouvelles projections climatiques de référence DRIAS-2020. Ils sont consultables sur un site dédié publié par Météo-France en novembre 2022.

## Urbanisme

### Typologie
Au 1er janvier 2024, Puisieulx est catégorisée bourg rural, selon la nouvelle grille communale de densité à sept niveaux définie par l'Insee en 2022.
Elle est située hors unité urbaine. Par ailleurs la commune fait partie de l'aire d'attraction de Reims, dont elle est une commune de la couronne,. Cette aire, qui regroupe 294 communes, est catégorisée dans les aires de 200 000 à moins de 700 000 habitants,.

### Occupation des sols
L'occupation des sols de la commune, telle qu'elle ressort de la base de données européenne d’occupation biophysique des sols Corine Land Cover (CLC), est marquée par l'importance des territoires agricoles (92,6 % en 2018), une proportion sensiblement équivalente à celle de 1990 (91,8 %). La répartition détaillée en 2018 est la suivante : 
terres arables (90,9 %), zones urbanisées (3,6 %), zones humides intérieures (3,1 %), prairies (1,7 %), espaces verts artificialisés, non agricoles (0,4 %), forêts (0,2 %). L'évolution de l’occupation des sols de la commune et de ses infrastructures peut être observée sur les différentes représentations cartographiques du territoire : la carte de Cassini (XVIIIe siècle), la carte d'état-major (1820-1866) et les cartes ou photos aériennes de l'IGN pour la période actuelle (1950 à aujourd'hui).

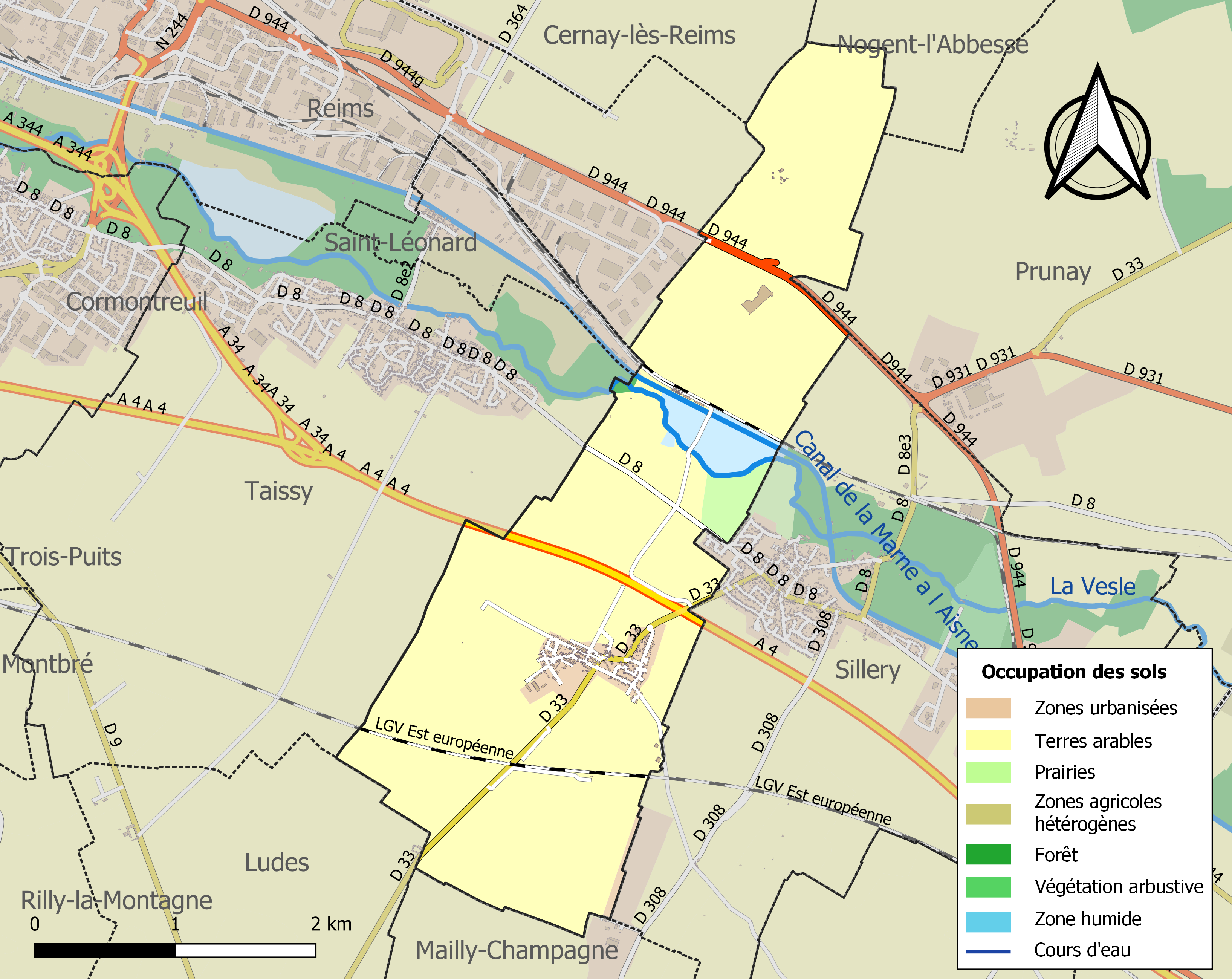
Carte des infrastructures et de l'occupation des sols de la commune en 2018 (CLC).

## Toponymie
Le nom de la localité est attesté sous les formes Putioli (commencement du XIe siècle) ; Puteoli (1178) ; Puisius (1226) ; Putheoli (1278) ; Puisiaus (vers 1300) ; Puisiues (commencement du XIVe siècle) ; Puisseux (1352) ; Puisuex (1354) ; Pusieux (1357) ; Puisuel (1359) ; Puiseux delès Reins, Puisueux lez Reims (1384) ; Puisieulx lès Reins (1385) ; Puisieux (1410) ; Puyseux (1500) ; Puiseulx (1517) ; Puiseux-sur-Vesle (1676) ; Puysieulx (1710) ; Pusueux (1747) ; Puyzieulx (1760).

Du latin puteus et du diminutif -eolum au pluriel « petits puits », « troux, fosses », « gouffres, fosses très profondes », « puits d’eau vive » ou même « puits de mine ». Son sens s’est ensuite étendu au « trou creusé pour atteindre une nappe d’eau souterraine ».

### XIVesiècleauXVIesiècle
Pendant des siècles, les archevêques de Reims furent les maîtres des lieux. La première famille célèbre fut la famille Cauchon. En 1424, Jean Cauchon épousa Marie de Thuisy dont leur fille Marie épousa Pierre III Brûlart le 30 novembre 1543. Ils eurent dix enfants dont Nicolas Brulart (1544-1624), conseiller au Parlement sous Henri III et marquis de Sillery. Il signe en 1598 pour Henri IV le traité de Vervins.

### Première Guerre mondiale
La commune de Puisieulx a sur son territoire le fort de la Pompelle qui a été une des clefs de la défense de Reims pendant la Première Guerre mondiale.
Elle a été décorée de la croix de guerre 1914-1918 le 1er octobre 1920.

## Politique et administration

### Intercommunalité
La commune, antérieurement membre de la communauté de communes de Taissy, est membre depuis le 1er janvier 2013 de la communauté d'agglomération de Reims Métropole.
En effet, conformément aux prévisions du schéma départemental de coopération intercommunale (SDCI) de la Marne du 15 décembre 2011,, la communauté de communes de Taissy a fusionné avec l'ancienne Communauté d'agglomération Reims Métropole pour former le 1er janvier 2013 la nouvelle communauté d'agglomération de Reims Métropole à laquelle se sont jointes les communes de Champigny, Sillery et Cernay-lès-Reims.

### Liste des maires
| Période                                  | Période  | Identité        | Étiquette | Qualité                         |
| ---------------------------------------- | -------- | --------------- | --------- | ------------------------------- |
| Les données manquantes sont à compléter. |          |                 |           |                                 |
| avant 1988                               | 1989     | Gilbert Hernoux |           |                                 |
| 1989                                     | En cours | André Secondé   |           | Réélu pour le mandat 2020-2026, |

## Démographie
L'évolution du nombre d'habitants est connue à travers les recensements de la population effectués dans la commune depuis 1800. Pour les communes de moins de 10 000 habitants, une enquête de recensement portant sur toute la population est réalisée tous les cinq ans, les populations de référence des années intermédiaires étant quant à elles estimées par interpolation ou extrapolation. Pour la commune, le premier recensement exhaustif entrant dans le cadre du nouveau dispositif a été réalisé en 2007.

En 2022, la commune comptait 452 habitants, en évolution de +9,44 % par rapport à 2016 (Marne : −1,19 %, France hors Mayotte : +2,11 %).
| 1800 | 1806 | 1821 | 1831 | 1836 | 1841 | 1846 | 1851 | 1856 |
| ---- | ---- | ---- | ---- | ---- | ---- | ---- | ---- | ---- |
| 189  | 191  | 222  | 255  | 247  | 261  | 263  | 264  | 285  |

| 1861 | 1866 | 1872 | 1876 | 1881 | 1886 | 1891 | 1896 | 1901 |
| ---- | ---- | ---- | ---- | ---- | ---- | ---- | ---- | ---- |
| 261  | 253  | 245  | 214  | 197  | 217  | 225  | 218  | 223  |

| 1906 | 1911 | 1921 | 1926 | 1931 | 1936 | 1946 | 1954 | 1962 |
| ---- | ---- | ---- | ---- | ---- | ---- | ---- | ---- | ---- |
| 240  | 267  | 134  | 163  | 180  | 194  | 155  | 203  | 182  |

| 1968 | 1975 | 1982 | 1990 | 1999 | 2006 | 2007 | 2012 | 2017 |
| ---- | ---- | ---- | ---- | ---- | ---- | ---- | ---- | ---- |
| 280  | 240  | 238  | 371  | 345  | 352  | 353  | 399  | 415  |

| 2022 | - | - | - | - | - | - | - | - |
| ---- | - | - | - | - | - | - | - | - |
| 452  | - | - | - | - | - | - | - | - |

## Culture locale et patrimoine

### Lieux et monuments

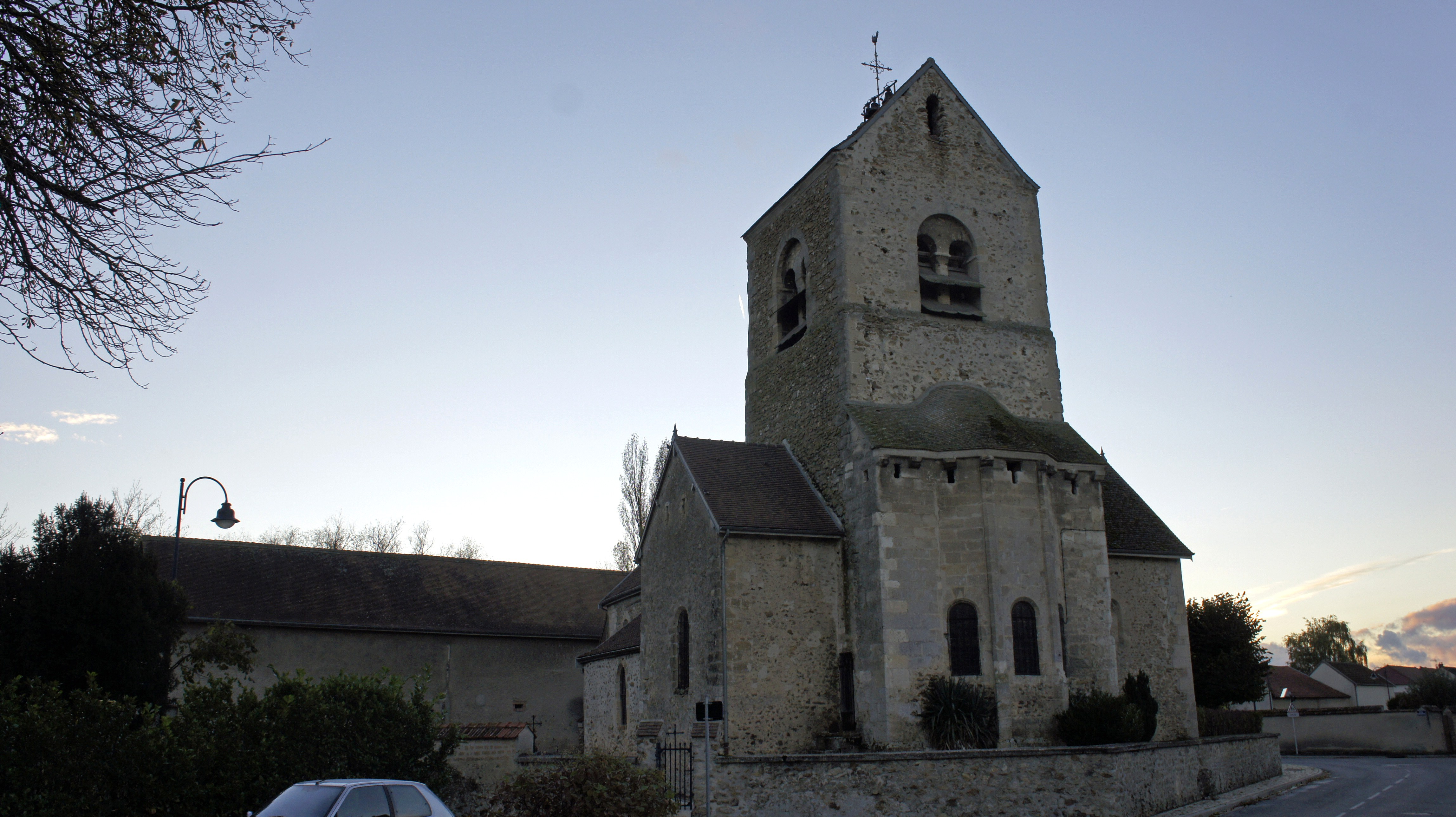
L'église Saint-Pierre.
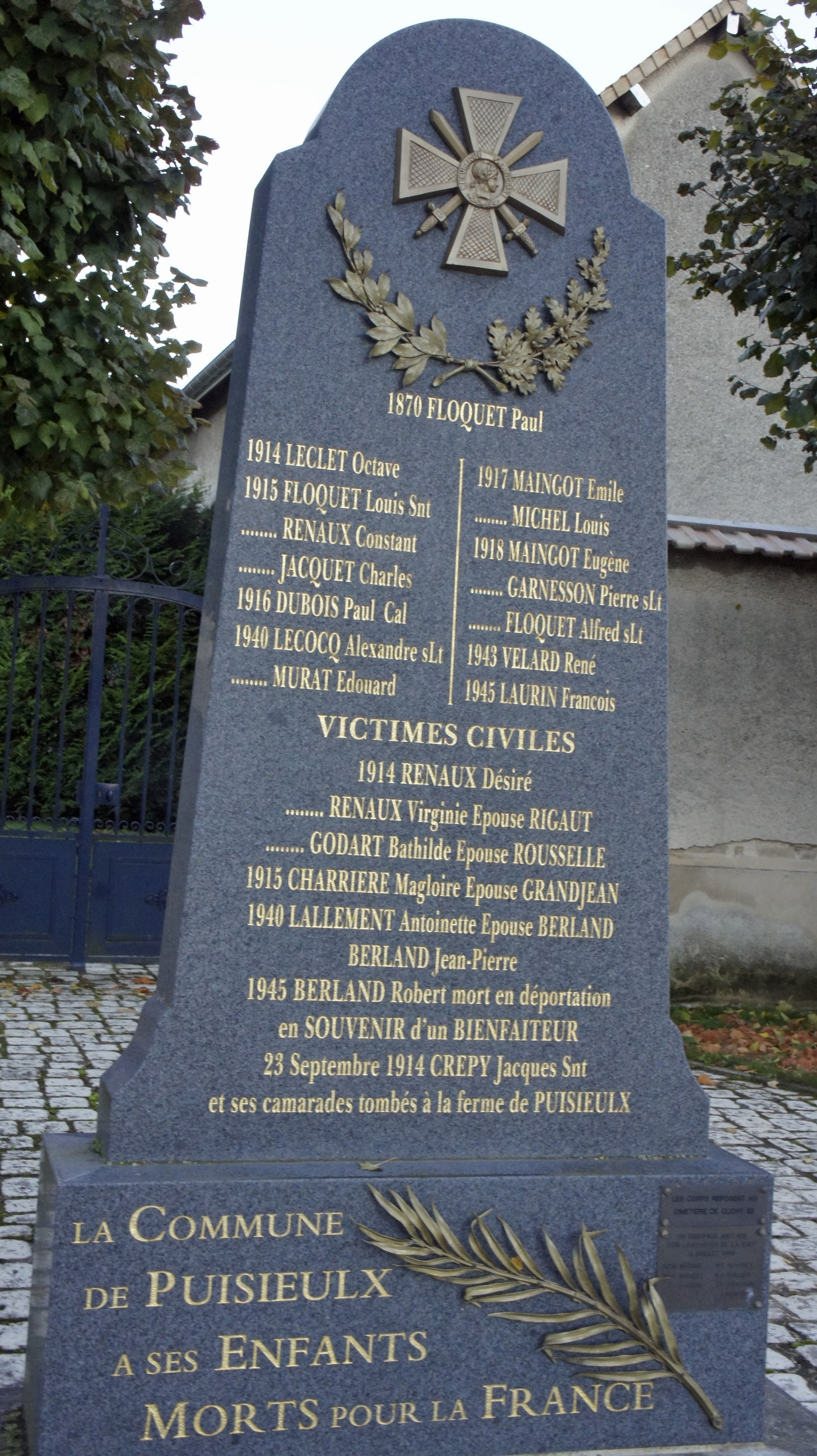
Monument aux morts.

- L'église Saint-Pierre.
- Monument aux morts.

### Personnalités liées à la commune
- Famille Brûlart de Sillery, baronnie de Puisieulx.